# کارلوس موزر

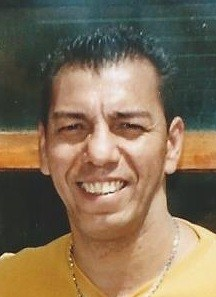
کارلوس موزر

کارلوس موزر (به پرتغالی: José Carlos Nepomuceno Mozer) مدافع اهل برزیل است که در شهر ریودو ژانیرو و در تاریخ ۱۹ سپتامبر ۱۹۶۰ به دنیا آمده‌است.
کارلوس موزر در تیم‌های فوتبال فلامینگو ،بنفیکا، المپیک مارسی، بنفیکا، کاشیما آنتلرز سابقهٔ حضور دارد. این بازیکن همچنین در سال، ۱۹۸۳ – ۱۹۹۴ برای، تیم ملی فوتبال برزیل به میدان رفته‌است.